# Nicanej Oz
Nicanej Oz (hebrejsky נִצָּנֵי עֹז, doslova „Poupata síly“, v oficiálním přepisu do angličtiny Nizzane Oz, přepisováno též Nitzanei Oz) je vesnice typu mošav v Izraeli, v Centrálním distriktu, v Oblastní radě Lev ha-Šaron.

## Geografie
Leží v nadmořské výšce 40 metrů na pomezí hustě osídlené a zemědělsky intenzivně využívané pobřežní nížiny, respektive Šaronské planiny, a kopcovitých oblastí podél Zelené linie oddělujících vlastní Izrael v mezinárodně uznávaných hranicích od okupovaného Západního břehu Jordánu. Jižně od obce protéká vádí Nachal Te'enim.
Obec se nachází 15 kilometrů od břehu Středozemního moře, cca 33 kilometrů severovýchodně od centra Tel Avivu, cca 55 kilometrů jihojihovýchodně od centra Haify a 15 kilometrů východně od města Netanja. Nicanej Oz obývají Židé, přičemž osídlení v tomto regionu je etnicky smíšené. Západním směrem v pobřežní nížině je osídlení ryze židovské. Na jih od mošavu ovšem leží téměř souvislý pás měst a vesnic obývaných izraelskými Araby - takzvaný Trojúhelník (nejblíže jsou to města Kalansuva a Tajbe). 1 kilometr od vesnice probíhá Zelená linie a za ní stojí arabské (palestinské město) Tulkarm.
Nicanej Oz je na dopravní síť napojen pomocí dálnice číslo 57 . Východně od mošavu probíhá severojižním směrem dálnice číslo 6 (Transizraelská dálnice).

## Dějiny
Nicanej Oz byl založen v roce 1951. K založení došlo 19. července 1951. Prvními osadníky zde byla skupina židovských přistěhovalců z Tuniska. Šlo zpočátku o polovojenskou osadu typu Nachal, která byla součástí pásu židovských vesnic zřizovaných v pohraničních nebo odlehlých oblastech státu.
Správní území obce dosahuje 2860 dunamů (2,86 kilometrů čtverečních). Místní ekonomika je založena na zemědělství (pěstování citrusů a květin, chov drůbeže).

## Demografie
Podle údajů z roku 2014 tvořili naprostou většinu obyvatel v Nicanej Oz Židé (včetně statistické kategorie "ostatní", která zahrnuje nearabské obyvatele židovského původu ale bez formální příslušnosti k židovskému náboženství).
Jde o menší sídlo vesnického typu s dlouhodobě rostoucí populací. K 31. prosinci 2014 zde žilo 1090 lidí. Během roku 2014 populace stoupla o 2,0 %.
| Rok            | 1961 | 1972 | 1983 | 1995 | 2001 | 2003 | 2004 | 2005 | 2006 | 2007 | 2008 | 2009 | 2010 | 2011 | 2012 | 2013 | 2014 |
| -------------- | ---- | ---- | ---- | ---- | ---- | ---- | ---- | ---- | ---- | ---- | ---- | ---- | ---- | ---- | ---- | ---- | ---- |
| Počet obyvatel | 379  | 360  | 374  | 484  | 689  | 738  | 759  | 784  | 811  | 852  | 868  | 940  | 955  | 1003 | 1041 | 1069 | 1090 |